# Jaraguari
Jaraguari es un municipio brasileño ubicado en el centro del estado de Mato Grosso do Sul y fundado el 12 de diciembre de 1953.
Situado a una altitud de 589 m s. n. m., posee una población según datos del IBGE de 5.776 habitantes y una superficie de 2.913 km², su densidad es de 2,1 hab/km². Dista 40 km de la capital estatal, Campo Grande.